# Dolina Środkowej Odry
Dolina Środkowej Odry este o arie protejată (arie de protecție specială avifaunistică — SPA) din Polonia întinsă pe o suprafață de 33.677,79 ha, integral pe uscat.

## Localizare
Centrul sitului Dolina Środkowej Odry este situat la coordonatele 52°12′06″N 14°43′22″E / 52.2018°N 14.7228°E.

## Înființare
Situl Dolina Środkowej Odry a fost declarat arie de protecție specială avifaunistică în octombrie 2007 pentru a proteja 54 de specii de animale.

## Biodiversitate
Situată în ecoregiunea continentală, aria protejată nu include niciun habitat protejat.
La baza desemnării sitului se află mai multe specii protejate de  păsări (54): pescăruș albastru (Alcedo atthis), rață lingurar (Anas clypeata), rață pitică (Anas crecca), rață fluierătoare (Anas penelope), rață mare (Anas platyrhynchos), rață cârâitoare (Anas querquedula), rață pestriță (Anas strepera), gârliță mare (Anser albifrons), gâscă cenușie (Anser anser), gâscă de semănătură (Anser fabalis), fâsă-de-câmp (Anthus campestris), stârc cenușiu (Ardea cinerea), Branta leucopsis, caprimulg (Caprimulgus europaeus), Carduelis flavirostris, Charadrius morinellus, chirighiță-cu-obraz-alb (Chlidonias hybridus), chirighiță-cu-aripi-albe (Chlidonias leucopterus), chirighiță neagră (Chlidonias niger), barză albă (Ciconia ciconia), barză neagră (Ciconia nigra), erete de stuf (Circus aeruginosus), erete vânăt (Circus cyaneus), erete cenușiu (Circus pygargus), porumbel de scorbură (Columba oenas), cristeiul de câmp (Crex crex), Cygnus columbianus bewickii, lebădă de iarnă (Cygnus cygnus), lebădă de vară (Cygnus olor), ciocănitoarea de stejar (Dendrocopos medius), ciocănitoare neagră (Dryocopus martius), egretă albă (Egretta alba), presură de grădină (Emberiza hortulana), muscar (Ficedula parva), becațină comună (Gallinago gallinago), Gallinago media, cocor (Grus grus), codalb (Haliaeetus albicilla), stârc pitic (Ixobrychus minutus), sfrâncioc roșiatic (Lanius collurio), grelușelul-de-tufiș (Locustella fluviatilis), Locustella naevia, ciocârlie de pădure (Lullula arborea), culic mare (Numenius arquata), vultur pescar (Pandion haliaetus), viespar (Pernis apivorus), bătăuș (Philomachus pugnax), ciocănitoare verzuie (Picus canus), ploier auriu (Pluvialis apricaria), cresteț pestriț (Porzana porzana), silvie porumbacă (Sylvia nisoria), călifar alb (Tadorna tadorna), fluierar de mlaștină (Tringa glareola), nagâț (Vanellus vanellus).